# 5611-es mellékút (Magyarország)
Az 5611-es mellékút egy közel 20 kilométeres hosszúságú, négy számjegyű mellékút Baranya vármegye területén; az 57-es főúttól húzódik Pécs központjáig.

## Nyomvonala
Belvárdgyula külterületén, annak központjától jó 3 kilométerre északra, Kisgyula településrésztől körülbelül 400 méterre keletre ágazik ki az 57-es főútból, annak a 20+550-es kilométerszelvénye közelében. Észak felé indul, és alig fél kilométer után átlép a következő település, Olasz területére. Körülbelül 1,2 kilométer megtételét követően éri el e község belterületének déli szélét, ahol a Kossuth Lajos utca nevet veszi fel. Jó két kilométernyi hosszban húzódik az észak-déli irányban elnyúló falu házai közt, már a 3+250-es kilométerszelvénye közelében jár, amikor újra külterületek közé ér.
A negyedik kilométerét elérve Hásságy határai között, nem sokkal később pedig már e település belterületén folytatódik, a helyi neve itt is Kossuth Lajos utca. 6,3 kilométer után Ellend határai közé ér, ezt a falut kevéssel a nyolcadik kilométere előtt éri el – a Petőfi utca nevet felvéve –, és még a kilencedik előtt ki is lép belőle.
A tizedik kilométerétől Romonya területén kanyarogva húzódik; még a falu elérése előtt, a 12. kilométere közelében beletorkollik az 5609-es út Pécsvárad-Berkesd felől, és mintegy 12,7 kilométer után éri el a belterület déli szélét, ahol Béke utca lesz a neve. Nagyjából 13,8 kilométer után kilép a községből, kevéssel arrébb keresztez egy patakot, annak túlpartján pedig már Bogád területén folytatódik. Települési neve itt is Kossuth utca, a belterület nyugati széléig, amit kevéssel a 16. kilométere előtt ér el.
Bogád nyugati határában már laza beépítettségű külterületen húzódik, ennek megfelelően itt továbbra is van települési neve: a Pécsi út nevet viseli, így ágazik ki belőle dél felé, 16,1 kilométer után az 56 122-es számú mellékút, Nagykozár központja irányába. Elhalad Homoktető településrész mellett, majd még a 17. kilométere előtt átszeli Pécs határát. Utolsó, bő egy kilométeres szakasza a Bogádi út nevet viseli, így keresztezi a Pécs–Bátaszék-vasútvonal egykori nyomvonalát, majd utolsó méterein az 578-as főutat, és így is ér véget, a megyeszékhely lakott területének nyugati szélén, beletorkollva a 6-os főútba, annak a 192+750-es kilométerszelvénye közelében.
Teljes hossza, az országos közutak térképes nyilvántartását szolgáló kira.gov.hu adatbázisa szerint 18,539 kilométer.

## Települések az út mentén
- Belvárdgyula
- Olasz
- Hásságy
- Ellend
- Romonya
- Bogád
- Pécs